# Награда XBIZ
Награда XBIZ (енгл. XBIZ Award) је награда која се додељује извођачима и компанијама из области порнографије сваке године.
Прва додела награде је одржана 2003. године у организацији индустрије за одрасле и магазина КСБИЗ.